# Marco Tulli
Pour les articles homonymes, voir Tulli.
Marco Tulli, né le 20 novembre 1920 à Rome et mort le 20 mars 1982 dans la même ville, est un acteur italien.

## Filmographie partielle
- 1947 : Daniele Cortis de Mario Soldati
- 1950 : Mon frère a peur des femmes (L'inafferrabile 12) de Mario Mattoli
- 1950 : Pour l'amour du ciel (E' più facile che un cammello...) de Luigi Zampa
- 1952 : L'accordeur est arrivé (È arrivato l'accordatore) de Duilio Coletti
- 1952 : Abracadabra de Max Neufeld
- 1952 : Le Petit Monde de don Camillo de Julien Duvivier
- 1953 : Le Retour de don Camillo de Julien Duvivier
- 1953 :  Plus fort que le diable (Beat the Devil) de John Huston
- 1955 : La Grande Bagarre de don Camillo (Don Camillo e l'Onorevole Peppone) de Carmine Gallone
- 1955 : Piccola posta de Steno
- 1956 : Guardia, guardia scelta, brigadiere e maresciallo, de Mauro Bolognini
- 1958 : Trois Étrangères à Rome (Tre straniere a Roma) de Claudio Gora
- 1959 :  Le Confident de ces dames (Psicanalista per signora) de Jean Boyer
- 1959 : Non perdiamo la testa de Mario Mattoli
- 1960 : C'est arrivé à Naples de Melville Shavelson
- 1961 : Don Camillo Monseigneur (Don Camillo monsignore ma non troppo) de Carmine Gallone
- 1961 : Robin des Bois et les Pirates (Robin Hood e i pirati) de Giorgio Simonelli, avec Lex Barker
- 1961 : Les Mille et Une Nuits de Mario Bava et Henry Levin
- 1962 : L'Ombre de Zorro (L'Ombra di Zorro) de Joaquín Luis Romero Marchent
- 1965 : Don Camillo en Russie (Il compagno don Camillo) de Luigi Comencini
- 1966  : Testa di rapa de Giancarlo Zagni
- 1969 : Les Conspirateurs (Nell'anno del signore), de Luigi Magni
- 1970 : Don Camillo et ses contestataires (Don Camillo e i giovani d'oggi), de Christian-Jaque (film inachevé)
- 1970 : L'Homme orchestre de Serge Korber
- 1971 : Mort à Venise (Death in Venice / Morte a Venezia) de Luchino Visconti
- 1973 : Lucien Leuwen, téléfilm de Claude Autant-Lara
- 1978 : Sam et Sally : Épisode La Corne d'antilope réalisé par Robert Pouret : Nosferatus